# 张太雷旧居
张太雷故居位于中国江苏省常州市天宁区清凉路子和里3号，为中国共产党早期领导人之一张太雷在常州的住所。张太雷出生并成长于常州西门外西仓街谈家场，1918年夏与陆静华结婚，婚后在此租住至1925年，期间育有女儿西屏、西蕾和儿子一阳。
该处包括子和里1号-4号原均为潘姓人家所有，每院均有前后两进房屋各三间，现仅存子和里3号、4号两院共12间，其中西院（3号）后进为当年张氏所居，中为客堂，东侧为张母薛氏卧室，西侧为张太雷夫妇及其子女卧室，后为厨房，今已辟为张太雷纪念馆，其东侧的子和里4号被辟为张太雷生平事迹展览室，并在西侧新建有二层展室。